# بادبادک‌ها (فیلم)
بادبادک‌ها (به انگلیسی: Kites) فیلمی آمریکایی در درام و رمانتیک و اکشن محصول سال ۲۰۱۰ می‌باشد؛ و به کارگردانی آنوراگ باسو.

## خلاصه داستان
جوانی به نام جی سینگانا(ریتیک روشن) در جستجوی پول و به خاطر داشتن گرین کارت قصد ازدواج دارد. او با دختران زیادی رابطه برقرار می‌کند اما به ناگاه در این بین با دختری مکزیکی به نام ناتاشا(باربارا موری) آشنا می‌شود و آن‌ها پس از مدتی برای تأمین مخارج به ناچار به خلافکاری روی می‌آورند و همین آشنایی سبب می‌شود تا عشق بین آن‌ها پس از مدتی آغاز شود و…

## جوایز
- بهترین فیلمبرداری - آیناکا بوز (برنده)
- بهترین بازیگر زن - باربارا موری (نامزد)
- بهترین پخش خواننده مرد - KK برای «زندگی آیا پال کی» (نامزد)